# Notářská úschova
Notářská úschova je právní institut spočívající v uložení závětí, cenných papírů či jiných listin u notáře nebo uložení peněz či listin u notáře za účelem jejich vydání dalším osobám. Úschova peněz a listin za účelem jejich vydání typicky může sloužit k zajištění závazku, například k zajištění závazku na zaplacení kupní ceny za nemovitost.

## Úschova závětí
Závěti a listiny o vydědění přijaté do notářské úschovy jsou vždy evidovány v Centrální evidenci závětí vedené Notářskou komorou České republiky, je tedy vyloučeno, že se soudní komisař pověřený provedením úkonů v řízení o dědictví po tomto zůstaviteli o existenci takové závěti (listiny o vydědění) nedozví. Vydat závěť či listinu o vydědění z notářské úschovy lze jej jejímu pořizovateli nebo jeho zmocněnci na základě plné moci s úředně ověřeným podpisem.

## Úschova peněz za účelem jejich vydání
Peníze či jiné listiny přijaté do notářské úschovy vydá notář příjemci jen při splnění podmínek stanovených dohodou mezi složitelem a příjemcem při přijetí do úschovy. Tak například při prodeji nemovitosti může být účastníky kupní smlouvy dohodnuto, že kupní cena bude vydána příjemci (prodávajícímu) po předložení návrhu na vklad kupní smlouvy do katastru nemovitostí opatřeném podacím razítkem příslušného katastrálního úřadu. Notář jako nestranná osoba zaručuje, že příjemci (prodávajícímu) nebudou peníze vydány ještě před splněním stanovených podmínek a že nedojde k vrácení peněz složiteli (ledaže by ke splnění stanovených podmínek nedošlo do uplynutí dohodnuté lhůty). 
Poplatek za službu notářské úschovy je odstupňovaný podle částky úschovy. Jeho stanovení se řídí vyhláškou ministerstva spravedlnosti 196/2001 Sb. 